# Cynthia Addai-Robinson
Cynthia Addai-Robinson (Londres, 12 de enero de 1985) es una actriz estadounidense de origen ghanés, conocida por sus papeles en Arrow, Spartacus, Colombiana. y recientemente la reina Míriel en la serie El señor de los anillos: Los anillos de poder

## Vida personal
Cynthia Addai-Robinson nació en Londres el 12 de enero de 1985, hija de padre estadounidense y madre ghanesa.
Se fue a vivir a Washington D. C. a los cuatro años. Allí estudió en el Montgomery Blair High School de Silver Spring (Maryland).
Sus padres se separaron cuando era pequeña, con lo que la crio su madre sola.
Estuvo interesada en actuar desde pequeña, a partir de un campamento de verano en la Universidad Carnegie Mellon. A partir del cual fue tomando clases de jazz, baile y teatro. Además, le encanta cantar, razón por la que querría participar en un musical.
En el instituto, representaron una obra basada en Annie, y ya obtuvo el papel de protagonista.
Tras graduarse del instituto, se mudó a Nueva York para obtener un grado en Teatro del Tisch School of the Arts. Además, dio clases de baile y estudió en el Instituto de Teatro y Cine Lee Strasberg.
Cynthia posee ciertos conocimientos de español adquiridos en el colegio y reforzados tras meses de rodaje en México para Texas Rising.
Durante el rodaje de Spartacus, recibió entrenamiento de SEAL y de las Fuerzas Especiales Neozelandesas, aparte de aprender a luchar con espada.
Durante el rodaje de Spartacus, se dice que estuvo saliendo con su compañero de rodaje Manu Bennett.
Tiene novio desde hace años, Thomas Hefferson, un director de cine irlandés.

## Carrera
Empezó actuando en el mundo teatral neoyorquino.
Su primer papel en pantalla fue en 2002, en la serie The Education of Max Bickford. Consiguió un gran avance en su carrera en 2012, cuando consiguió el papel de Naevia para la serie Spartacus: Vengeance, en sustitución de Lesley-Ann Brandt. A partir de ahí, conseguiría personajes importantes en series como Chicago Med, Shooter, Arrow y Texas Rising.

## Filmografía

### Películas
| Año  | Título                            | Papel                  |
| ---- | --------------------------------- | ---------------------- |
| 2009 | Mississippi Damned                | Milena                 |
| 2011 | Colombiana                        | Alicia                 |
| 2013 | Star Trek: en la oscuridad        | Mujer de San Francisco |
| 2016 | The Accountant                    | Marybeth Medina        |
| 2018 | Closure                           | Yasmina                |
| 2018 | Always & 4Ever                    | Nicole                 |
| 2022 | The People We Hate at the Wedding | Eloise LeGranger       |
| 2025 | The Accountant 2                  | Marybeth Medina        |

* Fuente: IMDb

### Series
| Año       | Título                                        | Papel                   | Notas                            |
| --------- | --------------------------------------------- | ----------------------- | -------------------------------- |
| 2002      | The Education of Max Bickford                 | Susan                   | Episodio "Murder of the First"   |
| 2005      | Law & Order: Trial by Jury                    | Lillian Beaudriville    | Episodio "41 Shots"              |
| 2005      | Law & Order: Criminal Intent                  | Jeanette                | Episodio "Saving Face"           |
| 2006      | Justice                                       | Debra Mortin            | Episodio "Prior Convictions"     |
| 2007      | CSI: Miami                                    | Courtney Rinella        | Episodio "Internal Affairs"      |
| 2007      | Dirt                                          | Michelle                | 2 episodios                      |
| 2007      | Entourage                                     | Ayudante de Amanda Nº 2 | Episodio "Less Than 30"          |
| 2007      | Life                                          | Stephanie               | Episodio "Tear Asunder"          |
| 2007      | Dash 4 Cash                                   | Meredith                | Películas para televisión        |
| 2007      | A.M.P.E.D.                                    | Paige Moscavell         | Películas para televisión        |
| 2009      | Numb3rs                                       | Trisha Moreno           | Episodio "Guilt Trip"            |
| 2009      | CSI: Nueva York                               | Dra. Karita Neville     | Episodio "Greater Good"          |
| 2009-2010 | FlashForward                                  | Debbie/Enfermera        | 6 episodios                      |
| 2010      | Edgar Floats                                  | Dana                    | Película para televisión         |
| 2012      | NCIS: Los Ángeles                             | Asistente de vuelo      | Episodio "Touch of Death"        |
| 2012-2013 | Spartacus                                     | Naevia                  | 18 episodios                     |
| 2013      | The Vampire Diaries                           | Aja                     | 2 episodios                      |
| 2013      | King & Maxwell                                | Megan Ainsley           | Episodio "Pilot"                 |
| 2013      | Jodi Arias: Dirty Little Secret               | Sheri                   | Película para televisión         |
| 2013      | CSI: Crime Scene Investigation                | Michelle Rowlands       | Episodio "Last Supper"           |
| 2013-2016 | Arrow                                         | Amanda Waller           | 17 episodios                     |
| 2014      | Dallas                                        | Investigadora privada   | Episodio "Like Father, Like Son" |
| 2014      | Ambiance Man                                  | Megan                   | Episodio "Miss Period"           |
| 2015      | Texas Rising                                  | Emily West              | Miniserie 5 episodios            |
| 2016-2018 | Shooter                                       | Nadine Memphis          | 31 episodios                     |
| 2016-2019 | Chicago Med                                   | Dra. Vicki Glass        | 10 episodios                     |
| 2019-2020 | Power                                         | Ramona Garrity          | 15 episodios                     |
| 2020      | Stumptown                                     | Violet                  | Episodio "The Dex Factor"        |
| 2022      | El Señor de los Anillos: los Anillos de Poder | Míriel                  | 6 episodios                      |

* Fuente: IMDb

### Videojuegos
| Año  | Título                       | Papel               |
| ---- | ---------------------------- | ------------------- |
| 2011 | L.A. Noire                   | Peatona Nº 5 (voz)  |
| 2014 | Lego Batman 3: Beyond Gotham | Amanda Waller (voz) |

* Fuente: IMDb

## Premios y nominaciones
Estuvo nominada a los Women’s Image Network Awards de 2015 y 2016 por su trabajo en Texas Rising.